# Diarios astronómicos babilónicos

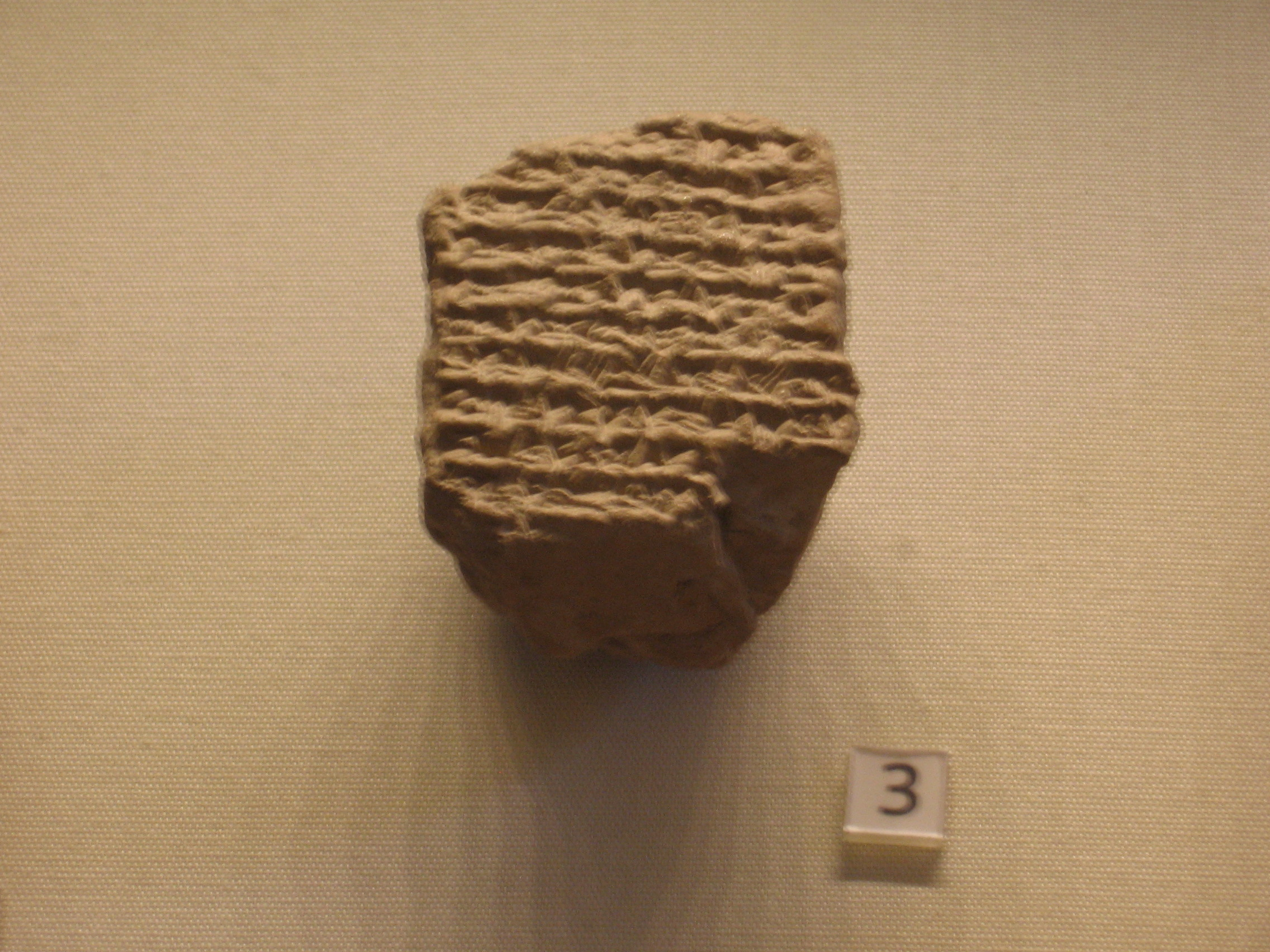
Un diario astronómico que registra la muerte de Alejandro Magno (Museo Británico)

Los diarios astronómicos babilónicos son una colección de textos cuneiformes babilónicos que contienen registros sistemáticos de observaciones astronómicas y eventos políticos, así como predicciones, basadas en observaciones astronómicas. También incluye otras informaciones como precios de productos básicos para fechas determinadas e informes meteorológicos.
Actualmente, se encuentran almacenados en el Museo Británico.
Se sugiere que los diarios se utilizaron como fuentes para las Crónicas de Babilonia.

## Historia
Los babilonios fueron los primeros en reconocer que los fenómenos astronómicos son periódicos y en aplicar las matemáticas a sus predicciones. El texto astronómico significativo más antiguo conocido es la Tablilla 63 de la colección Enûma Anu Enlil, es decir, la tablilla de Venus de Ammisaduqa, que enumera la primera y la última aparición visible de Venus durante un período de aproximadamente 21 años. Es la evidencia más temprana de que los fenómenos planetarios fueron reconocidos como periódicos.
Los registros sistemáticos de fenómenos de mal agüero en los diarios astronómicos, comenzó durante el reinado de Nabonassar (747–734 a. C.), cuando se produjo un aumento significativo en la calidad y frecuencia de las observaciones astronómicas. Eso permitió, por ejemplo, el descubrimiento de un ciclo Saros repetido de eclipses lunares de 18 años.

## Traducción
Las traducciones de los diarios se publicaron en Astronomical Diaries and Related Texts from Babylonia  (en español:Diarios astronómicos de varios volúmenes y textos relacionados de Babilonia), editados por Abraham Sachs y Hermann Hunger.
- Volumen 1 - Diarios del 652 a. C. al 262 a . C. (ISBN 3-7001-1227-0, 1988).
- Volumen 2 - Diarios del 261 a. C. al 165 a . C. (ISBN 3-7001-1705-1, 1989).
- Volumen 3 - Diarios del 164 a. C. al 61 a . C. (ISBN 3-7001-2578-X, 1996).
- Volumen 4 - aún no publicado.
- Volumen 5 - Textos lunares y planetarios (ISBN 3-7001-3028-7, 2001), contiene datos lunares y planetarios desde el siglo VIII a. C. hasta el siglo I a. C.
- Volumen 6 - Textos del año del objetivo (ISBN 978-3-7001-3727-6, 2006), contiene datos lunares y planetarios, desde el siglo III a. C. hasta el siglo I a. C.
- Volumen 7 - Almanaques y almanaques de estrellas normales (ISBN 978-3-7001-7627-5, 2014), contiene almanaques astronómicos, desde el siglo III a. C. hasta el siglo I d. C.